# Thrasylle (général)
Pour les articles homonymes, voir Thrasylle.
Thrasylle est un général athénien, mort en 406 av. J.-C.
Simple hoplite dans l'armée de Samos en 412, il contribua à la décider à restaurer la démocratie dans l'île, puis entraîna Thrasybule à Athènes pour renverser la tyrannie oligarchique des Quatre-Cents. À la bataille navale de Cynosséma où furent défaits les Péloponnésiens, il commandait l'aile gauche de l'armée, se distingua sur terre en repoussant le roi de Sparte de la banlieue d'Athènes.
Envoyé en Asie avec des renforts, il prit Colophon, échoua devant Éphèse, battit les Syracusains à Méthymne et fit sa jonction avec Alcibiade avec lequel il vainquit Pharnabaze. Il prit Chalcédoine et Byzance en 408, et fut l'un des généraux qui gagnèrent la bataille des Arginuses et furent condamnés à mort pour avoir poursuivi l'ennemi au lieu de recueillir les morts et les épaves.

## Le gouvernement des Quatre Cents
Choisis pour mener à bien la guerre, les Quatre Cents se retrouvent rapidement confrontés à des difficultés : leurs négociations avec les Perses s'enlisent, alors que celles avec le roi spartiate Agis II ne parviennent pas à former d'issue honorable. Parallèlement, les marins de Samos apprennent le coup d'État oligarchique qui s'est déroulé à Athènes. Ils destituent leurs stratèges, soupçonnés d'être oligarques, et en nomment de nouveaux, parmi lesquels Thrasybule et Thrasylle. Le premier convainc les soldats de ne pas retourner à Athènes, mais de rappeler Alcibiade et de poursuivre leurs opérations contre les Spartiates.
À Athènes, les Quatre Cents sont sujets aux dissensions : une faction modérée, menée par Théramène, souhaite revenir à une oligarchie mesurée en rendant le pouvoir aux Cinq Mille. Face à eux, les oligarques extrémistes sont prêts à trahir la cité pour rester au pouvoir. Finalement, après la révolte de l'Eubée, les hoplites se révoltent et chassent les Quatre Cents à la fin de l'été 411. Ces derniers ne seront restés au pouvoir que quatre mois.

## La chute
Les Quatre Cents sont remplacés par les Cinq Mille. Leur action est mal connue, même si Thucydide juge que « pour la première fois, de [s]on temps du moins, Athènes eut, à ce qu'il paraît, un gouvernement tout à fait bon ; il s'était établi en effet un équilibre raisonnable entre les aristocrates et la masse,. »
Toujours est-il que dès la fin de 411, le Conseil des Cinq Cents est rétabli. Phrynichos, meneur des extrémistes, est assassiné ; son assassin et ses complices sont portés aux nues. Plusieurs citoyens sont arrêtés, exécutés sans jugement ou voient leurs biens confisqués. En 405, une mesure d'amnistie en faveur des soldats qui s'étaient montrés loyaux aux Quatre Cents viendra clore le chapitre de la révolution de 411 av. J.-C.

## Sources
- Aristote, Constitution d'Athènes [détail des éditions] (lire en ligne) (XXIX–XXXIII) ;
- Thucydide, La Guerre du Péloponnèse [détail des éditions] [lire en ligne] (VIII, 63, 3–98).